# Bosc d'Eshtaol
Bosc d'Eshtaol (hebreu: יער אשתאול‎) és un bosc a Israel, que es troba al nord de Betxèmeix, a prop Ta'oz i Neve Shalom. És una àrea de recreació popular i és un dels boscos més grans d'Israel. El bosc (com molts altres boscos a Israel) va ser plantat pel Fons Nacional Jueu, que continua expandint-lo. El bosc té una superfície de 12 000 dúnam (12 quilòmetres quadrats) i està flanquejat per l'est pel bosc dels Màrtirs.
Al bosc d'Eshtaol hi ha una ruta de senderisme de 8 quilòmetres. A més de nombroses àrees recreatives i de pícnic, hi ha carreteres internes que permeten fer trajectes panoràmics pel bosc. La ruta de senderisme d'Eshtaol també conté part de la mot més gran Ruta Nacional d'Israel.
Un incendi forestal de 2015 en va calcinar 202 hectàrees.
El bosc té una àrea d'esbarjo que porta el nom de Bernardo O'Higgins, el primer líder del Xile independent. La seva imatge està gravada a la cara d'una moneda gegant incrustada en una roca.